# 李亚群
李亚群（1906年12月—1979年），曾用名清泉、浚源、群夫、晓亚，笔名小亚、杜若、洛佩等，男，四川井研人，中国作家、报刊编辑，曾任中共四川省委宣传部副部长，四川省文学艺术界联合会党组书记。